# Andrzej Halicki
Andrzej Witold Halicki, né le 26 novembre 1961 à Varsovie, est un homme politique polonais membre de la Plate-forme civique (PO). Il est ministre de l'Administration et du Numérique entre septembre 2014 et novembre 2015.

## Biographie
Il adhère à la PO en 2001, et se présente aux élections législatives du 25 septembre 2005 dans la circonscription de Varsovie-I. Il totalise alors 2 309 votes préférentiels, ce qui est insuffisant pour entrer à la Diète. Il devient cependant député le 10 janvier 2007, après que Jacek Wojciechowicz a démissionné pour devenir adjoint au maire de la capitale.
Il est à nouveau candidat lors des élections législatives anticipées du 21 octobre 2007, où il engrange 3 369 suffrages de préférence, ce qui est suffisant pour conserver son mandat. En juin 2009, il prend la présidence de la commission des Affaires étrangères, puis en octobre le poste de porte-parole du groupe parlementaire, qu'il conserve un an.
Pour les élections législatives du 9 octobre 2011, il est investi dans Varsovie-II. Dans cette nouvelle circonscription, il obtient 40 002 voix préférentielles et se voit ainsi réélu. 
Le 22 septembre 2014, Andrzej Halicki est nommé ministre de l'Administration et du Numérique dans le gouvernement de la libérale Ewa Kopacz.
À nouveau candidat lors des élections législatives du 25 octobre 2015 dans la circonscription de Varsovie-I, il remporte un quatrième mandat, avec 13 859 votes préférentiels. Du fait d'un changement de majorité, il quitte son ministère le 16 novembre suivant.